# Olaszi (Nagyvárad)
Olaszi (más néven Váradolaszi, Várad-Olaszi vagy Nagyvárad-Olaszi, románul: Olosig) Nagyvárad városrésze a Sebes-Körös jobb partján. 1848-ig közigazgatásilag önálló városnak számított, jóllehet gyakorlatban egybeépült Várad többi részével. Nevét az itt letelepült vallon telepesekről kapta. Itt áll a Váradolaszi Szentlélek kiáradása plébániatemplom.

## Történelem
A török alóli 1692-es felszabadulás után több szerzetesrend működött területén (jezsuiták, később ferencesek, pálosok, irgalmasok, orsolyiták). Katolikus plébániája 1784-ben alakult (korábban az újvárosi plébániához tartozott); Olaszi népességszáma ekkor már meghaladta a túlparti Újvárosét. A nagyváradi püspökség hűbéri területe volt, ide koncentrálódott az egyházi intézmények zöme. A 18. században jelentős számú németajkú polgárság is lakta, ők később beolvadtak a magyarságba. Református templomát 1787-ben szentelték fel, tornya 1884-ben épült ifj. Rimanóczy  Kálmán tervei szerint.

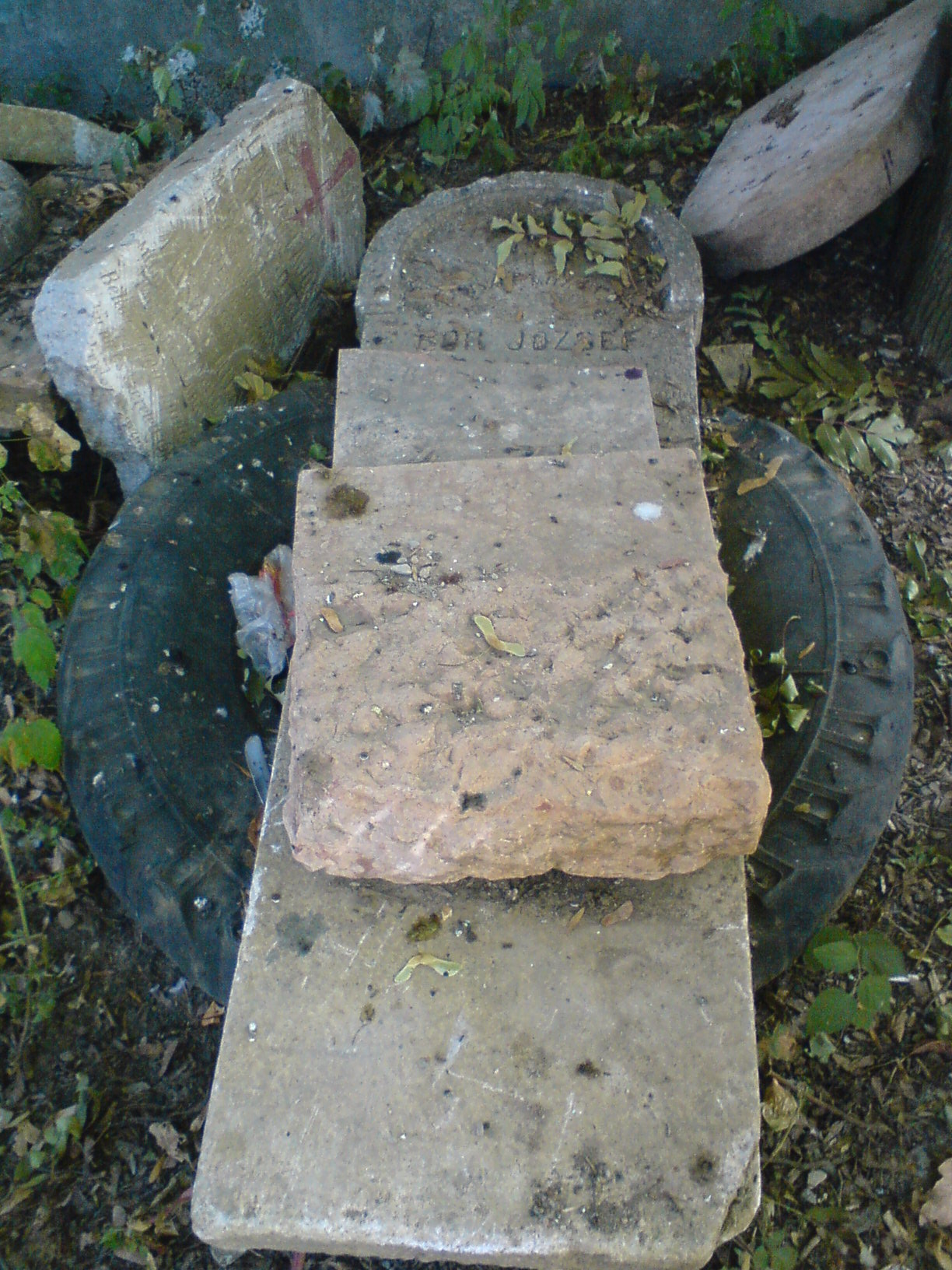
Sírkövek az egykori temetőből

1848-ban Olaszi és a Sebes-Körös túlpartján fekvő Újváros közös követválasztási jogot kapott, majd 1850-ben szervezték őket közös közigazgatásba Velencével és Váraljával. 
1779-ben megnyitott temetője, az Olaszi temető működésének két évszázada alatt a város és a (vár)megye egyházi, irodalmi és közéleti elitjének temetkezőhelye volt. A temetőt később felszámolták, helyén később parkot alakítottak ki, amit II. Mihály havasalföldi fejedelemről neveztek volna el (Parcul Mihai Viteazul); ez tiltakozást váltott ki a város magyar közösségéből. Végül az Olaszi park (Parcul Olosig) nevet kapta.